# Solar Power
«Solar Power» es una canción interpretada por la cantautora neozelandesa Lorde, incluida en su tercer álbum de estudio homónimo (2021). Ella y Jack Antonoff se encargaron de la composición y producción del tema, que fue publicado el 10 de junio de 2021 por Lava Records como el primer sencillo del disco. Es un tema pop e indie folk, que cuenta con el uso predominante de la guitarra acústica y cuya letra habla sobre la «energía contagiosa y coqueta» del verano. Tras su lanzamiento, atrajo múltiples comparaciones con «Loaded» del grupo Primal Scream y «Freedom! '90» de George Michael, sin embargo, los respectivos autores y representantes reaccionaron positivamente ante las similitudes.
En términos generales, obtuvo comentarios positivos por parte de los críticos de música, quienes alabaron lo simple que era la pista y la felicidad que transmitía. Comercialmente, logró entrar en los veinte primeros de cinco países, incluyendo Nueva Zelanda donde alcanzó la segunda posición de su listado y se convirtió en su séptimo top 5. En Estados Unidos, se convirtió en la novena entrada de Lorde al debutar en el puesto 64.
Su videoclip dirigido por la misma cantante y Joel Kefali, se estrenó simultáneamente con la canción el 10 de junio de 2021 en YouTube, y muestra a Lorde en la playa mientras canta, baila y se divierte con sus amigos. El vídeo recibió opiniones favorables y fue comparado con la película Midsommar (2019). Para promocionar «Solar Power», Lorde presentó el tema en programas como The Late Show with Stephen Colbert y Good Morning America.

## Antecedentes y lanzamiento
En junio de 2019, Lorde confirmó que oficialmente se encontraba trabajando en su tercer álbum de estudio. Posteriormente, explicó que pese a sucesos como la muerte de su perro, decidió enfocarse en crear canciones para poder distraerse, lo que resultó en «música alegre y divertida». Además, reveló que se había reunido nuevamente con Jack Antonoff para dichas tareas. El 7 de junio de 2021, la cantante actualizó su sitio web con la portada de «Solar Power», el primer sencillo de su tercer disco. En el pie de imagen se anunciaba que sería publicado en ese mismo año, sin especificar una fecha en concreto y con el recordatorio a sus fanáticos de que «la paciencia es una virtud». No obstante, tan solo tres días después, Lava Records—su sello discográfico— publicó la canción para su descarga digital y streaming, después de fuera estrenada unas horas antes por error. Según Lorde, a pesar de que en un principio se tenía previsto el lanzamiento del tema para el 20 de ese mes, decidió adelantar la fecha para coincidir con el único eclipse solar de 2021.
La fotografía utilizada como carátula de «Solar Power» fue tomada por Ophelia Mikkelson Jones, una amiga de la intérprete, y muestra a esta última vestida con un suéter amarillo y lencería roja mientras corre en la playa. La imagen fue tomada mientras Jones estaba recostada en la arena y la cantante saltaba encima de ella, por lo que el trasero de Lorde se aprecía en el centro. Sobre ello, comentó: «Me sentí inocente y juguetona, y un poco, feral y sexy [...] Continuo pensando "Oh, esta persona que conozco ha visto mi trasero". [...] No me arrepiento. Amo esta portada y estoy feliz de que esta sea la forma en que las personas vean mi trasero». Tras ser revelada, fueron generados gran cantidad de memes en redes sociales, además recibió comparaciones con portadas de discos como Vespertine (2001) de Björk y Night Time, My Time (2013) de Sky Ferreira. Por otro lado, diversos usuarios en Twitter reportaron que tras compartir la fotografía esta era eliminada y sus cuentas eran bloqueadas. Además, en plataformas de streaming como Apple Music, Spotify y QQ Music de países como China, Japón, Emiratos Árabes Unidos y Arabia Saudita, se utilizó una versión alternativa de la portada en la cual es censurado el trasero de Lorde.

## Composición y grabación
Lorde compuso y produjo «Solar Power» junto a Jack Antonoff, con quien había trabajo anteriormente en Melodrama (2017). Por su parte, Malay brindó producción adicional; Chris Gehringer se encargó de la masterización y Will Quinnell actuó como asistente. Mark «Spike» Stent realizó la mezcla con la ayuda de Matt Wolach; Matt Chamberlain trabajó en la programación y tocó la batería. Asimismo, Antonoff se desempeñó en varios instrumentos: guitarra acústica, bajo eléctrico, guitarra de doce cuerdas, percusión y batería; mientras que Cole Kamen-Green participó en la trompeta, Evan Smith con el saxofón, y las artistas Phoebe Bridgers y Clairo en los coros. La cantante comenzó a escribir el tema en julio de 2019 mientras se encontraba en Dukes, Massachusetts; posteriormente, se trasladó a Nueva York donde compartió los primeros avances con Antonoff y le expresó su deseo de incorporar sonidos característicos de la música de los años 2000. El proceso de composición de la canción conllevó alrededor de seis a ocho meses y finalizó una vez que el estribillo fue ideado. Tras su lanzamiento, múltiples medios notaron una gran similitud entre «Solar Power» y «Loaded» (1990) del grupo británico Primal Scream, lo que llevó a Lorde a revelar que aunque en un principio no conocía a la banda, una vez que terminó el proceso de la pista se dio cuenta de lo parecidas que ambas eran. Por dicho motivo, la intérprete contactó a Bobby Gillespie, vocalista de Primal Scream, quien reaccionó positivamente y le comentó: «Sabes, estas cosas pasan, tú capturaste una vibra que nosotros capturamos hace años». Una situación similar sucedió con el sencillo «Freedom! '90» (1990) de George Michael, aunque los herederos de Michael emitieron igualmente una respuesta positiva y sugirieron que este se hubiera sentido «alagado» por las comparaciones.
«Solar Power» es una canción pop e indie folk, en la que predomina la guitarra acústica, e incorpora una interpolación de «Can I Kick It?» (1990) de A Tribe Called Quest. Según la partitura publicada por Hal Leonard Music Publishing en Musicnotes.com, posee un compás de 4/4 con un tempo moderado de 88 pulsaciones por minuto. Está compuesta en la tonalidad de mi mayor y el registro vocal de la artista se extiende desde fa♯3 a mi5. Además, tiene una progresión armónica de si—la mayor—mi mayor—si. En el segundo verso se puede apreciar el sonido de olas de mar que Lorde grabó en su teléfono y luego incluyó en la pista; además, al igual que en el resto del álbum, se utilizó una caja de ritmos Roland TR-808. Según Kaitlin Reilly de E! Online la pista se aleja de las «típicas melodías malhumoradas» de la intérprete. En palabras de esta última, «Solar Power» es sobre «esa energía veraniega contagiosa y coqueta que se apodera de todos nosotros». Al inicio del tema interpreta la línea I hate the winter, can't stand the cold. I tend to cancel all the plans («Odio el invierno, no soporto el frío. Tiendo a cancelar todos los planes») en la cual al igual que en versos de canciones como «Writer in the Dark» y «Hard Feelings/Loveless» de Melodrama, sugiere la aparición del trastorno afectivo estacional en Lorde.

## Recepción

### Comentarios de la crítica
Un editor del periódico The New Zealand Herald dijo que la canción era «alegre» y una «oda veraniega al clima cálido». Jolie Lash de Entertainment Weekly elogió el tema y mencionó que Lorde «estaba lista para gobernar el verano». Justin Curto del sitio web Vulture expresó que «Solar Power» era una de las canciones «más felices» de Lorde hasta la fecha y la describió como una pista «acústica [y] soleada sobre un buen día en la playa», que le recordaba a «Freedom! '90» (1990) de George Michael. Jenna Ryu y Charles Trepany de USA Today opinaron que la pista «invitaba a los oyentes a dejar sus preocupaciones en el pasado y disfrutar la dicha del verano». Rhian Daly de NME le dio cinco estrellas de cinco y señaló que la canción era «hermosa y relajada, y suena absolutamente liberadora». Igualmente destacó la línea «I’m kinda like a prettier Jesus»—en español: «Soy algo así como un Jesús más lindo»— y notó cierta influencia de músicos como Lana del Rey y Joni Mitchell, así como del álbum Visions of a Life (2017) de Wolf Alice. Diversos columnistas de la revista neozelandesa The Spinoff dieron, en general, reseñas positivas acerca del tema al llamarlo un «clásico instántaneo», y alabaron la capacidad de Lorde de «transportar inmediatamente al oyente a donde ella quiere que vaya». Aun así, se mostraron decepcionados que «Solar Power» fuera publicado durante el invierno en el hemisferio sur. Anna Gaca de Pitchfork escribió que la pista «da la vuelta al guion con tanta seguridad como el verano da vuelta al invierno» y dijo que era «un himno suave al tacto para los placeres simples» del verano. Jason Lipshutz de Billboard afirmó que la canción era como un «capítulo fresco en un libro fascinante» y comentó que:

«Solar Power» es [como] una juguetona salpicadura de agua salada en nuestras caras justo a tiempo para el verano. Con Clairo y Phoebe Bridgers en los coros y Jack Antonoff tocando el bajo y la guitarra eléctrica, Lorde ha reunido a sus amigos y les ha enseñado su recién encontrada euforia, primero en un íntimo formato acústico, luego en un sing-along balanceado cuando los tambores golpean con un minuto de sobra. Como todas las grandes canciones de pop, «Solar Power» es engañosamente simple: después de escucharla un par de veces, te das cuenta del saxofón y la trompeta escabulliéndose en la mezcla. [...] Eso es parte de la magia de Lorde, su afinidad para reaparecer como alguien nueva y desconocida, mientras aún deslumbra con su inequívoco talento para construir canciones y ganchos improbables.

Para Claire Shaffer de Rolling Stone, el sonido fue «hecho a la medida para descansar en la playa», mientras que, para Jackson Langford de Music Feeds, el tema fue «un sueño» con «vibras más soleadas». Stephanie Convery de The Guardian dijo que «con su simple y enérgica guitarra acústica y percusión», la canción es una «fuerte divergencia» en cuanto al sonido de los anteriores trabajos de Lorde. Por su parte, Mikael Wood de Los Angeles Times coincidió con Convery mencionando que: «Emocionalmente, “Solar Power” muestra un cambio respecto al material más oscuro que hizo a Lorde una estrella adolescente; sónicamente es diferente también, con texturas acústicas en lugar de los sintetizadores silbantes y los ritmos hip hop que definieron canciones como  “Green Light” [...] y “Royals”». Sal Cinquemani de Slant Magazine expresó que a pesar de que «Solar Power» carece de la «urgencia de sus mejores canciones», tiene un estilo «alegre y psicodélico que encaja perfectamente en viajes de verano y viajes a la playa». Tras otorgarle cinco estrellas de cinco, Rachel Brodsky del periódico The Independent comentó que «así como "Solar Power" suena y luce refrescante y actual, también está arraigado en un movimiento pop familiar: encontrar una nueva manera de expresar un sentimiento universal».

## Vídeo musical

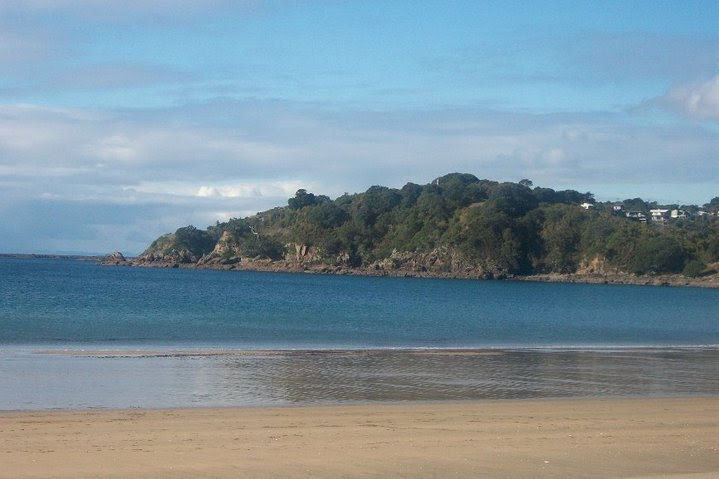
Según el canal de noticias Newshub y la administración de la Isla Waiheke (en la imagen), una de las playas en esta isla fue utilizada como lugar de grabación del vídeo musical.

El vídeo musical de «Solar Power» fue dirigido por la misma Lorde junto a Joel Kefali, quien previamente había trabajado con la cantante en «Royals» y «Tennis Court». Pese a que la artista prefirió mantener secreta la ubicación en la que el videoclip fue filmado, el canal de noticias neozelandés Newshub afirmó que la localización utilizada había sido la playa de Bahía Cactus en la Isla Waiheke (Nueva Zelanda). Posteriormente, Cath Handley, Presidenta del Consejo de Administración del lugar, reiteró que, en efecto, se trataba de dicho sitio, y externó su preocupación de que por culpa del vídeo pudiese aumentar el turismo en el destino y causar un impacto ambiental negativo. Sobre esto último, Lorde comentó que no revelaría dónde se llevó a cabo la grabación para no afectar la playa. Por otro lado, afirmó que «Solar Power» era la primera parte de una serie de videoclips dirigidos también por Kefali, que serían publicados junto al álbum, y que para estos «realmente quería capturar que hay algo muy específico en el verano en Nueva Zelanda». También reveló que durante la mayor parte del rodaje estuvo bajo los efectos del cannabis.
El clip fue publicado simultáneamente con la canción el 10 de junio de 2021. En él, se ve a la cantante vestida con un traje de dos piezas amarillo—perteneciente a la marca ecológica Collina Strada— cantando, bailando, jugando ajedrez e interactuando con otras personas en la playa. Asimismo, el videoclip contó con los cameos de diversos amigos de la intérprete, como el de su hermano, Angelo Yelich O'Connor. En sus primeras veinticuatro horas, obtuvo aproximadamente 3.8 millones de visualizaciones en la plataforma de YouTube; además, The A.V. Club reportó que el conjunto utilizado por Lorde se agotó inmediatamente tras su estreno. Liam Hess de Vogue aseguró que el vídeo poseía un «toque visual» de la película La playa (2000), mientras que Chris Willman de Variety lo comparó con Midsommar, de 2019. Por su parte, Sam Brooks de The Spinoff también recalcó su semejanza con esta última película: «Es como si Midsommar fuese grabado en Nueva Zelanda. Terrorífico, hermoso y raro». En los MTV Video Music Awards de 2021, el videoclip recibió una nominación en la categoría de Mejor Cinematografía.

## Presentaciones en directo y uso en los medios
Lorde interpretó «Solar Power» por primera vez el 15 de julio de 2021 en la azotea del Teatro Ed Sullivan en Nueva York como parte de un segmento del programa The Late Show with Stephen Colbert. Para la presentación, la cantante vistió un traje de dos piezas amarillo similar al que utilizó en el vídeo musical, y estuvo acompañada de una banda en vivo. A finales de ese mes, la artista compartió dos videoclips en los que canta el tema acompañada de Jack Antonoff en la azotea de los Electric Lady Studios. El 20 de agosto, Lorde apareció en el programa Good Morning America e interpretó «Solar Power» junto a «Fallen Fruit»,  «California», «Green Light» y «Perfect Places». El concierto que formó parte del Summer Concert Series, fue el primer evento al aire libre realizado en Central Park (Nueva York) desde que comenzó el confinamiento por la pandemia de COVID-19 en 2020. Posteriormente, del 24 al 27 de ese mismo mes, la intérprete realizó una serie de presentaciones en The Late Late Show with James Corden donde cantó nuevamente «Solar Power», «Fallen Fruit»,  «California» y «Green Light».  El 26 de septiembre, la cantante hizo una aparición especial en el festival Global Citizen Live, en la que dio un discurso en favor del medio ambiente y luego cantó «Solar Power».
La canción fue incluida en el quinto episodio de la primera temporada de la serie Gossip Girl, transmitido en agosto de 2021.

## Posicionamiento en listas
| Australia       | ARIA Top 50 Singles          | 14 |
| Canadá          | Canada Rock Chart            | 1  |
| Canadá          | Canadian Hot 100             | 22 |
| Canadá          | Canadian Digital Songs       | 21 |
| Colombia        | Top 100 Colombia             | 89 |
| Eslovaquia      | Singles Digitál Top 100      | 64 |
| Estados Unidos  | Adult Alternative Airplay    | 1  |
| Estados Unidos  | Alternative Airplay          | 18 |
| Estados Unidos  | Alternative Digital Songs    | 4  |
| Estados Unidos  | Billboard Hot 100            | 64 |
| Estados Unidos  | Digital Songs                | 34 |
| Estados Unidos  | Hot Alternative Songs        | 6  |
| Estados Unidos  | Hot Rock & Alternative Songs | 6  |
| Estados Unidos  | Rock & Alternative Airplay   | 13 |
| Irlanda         | Irish Singles Chart          | 11 |
| Japón           | Billboard Japan Hot Overseas | 11 |
| Lituania        | Singlų Top 100               | 36 |
| Mundial         | Billboard Global 200         | 26 |
| Mundial         | Billboard Global Excl. U.S.  | 33 |
| Nueva Zelanda   | Top 40 Singles               | 2  |
| Países Bajos    | Single Top 100               | 99 |
| Portugal        | Top 200 Singles              | 48 |
| Reino Unido     | UK Singles Chart             | 17 |
| República Checa | Singles Digitál Top 100      | 77 |
| Singapur        | Top Streaming Chart          | 24 |
| Suecia          | Sverigetopplistan            | 54 |
| Suiza           | Hitparade Singles Top 100    | 95 |

## Reconocimientos
| Año  | Premiación             | Categoría                 | Resultado | Ref.   |
| ---- | ---------------------- | ------------------------- | --------- | ------ |
| 2021 | MTV Video Music Awards | Mejor Cinematografía      | Nominado  | [ 53 ] |
| 2022 | NME Awards             | Mejor Canción en el Mundo | Ganador   | [ 84 ] |